# Carlo Pucci
Carlo Pucci (Firenze, 3 agosto 1925 – Firenze, 10 gennaio 2003) è stato un matematico italiano, che svolse un'intensa ed efficace attività di organizzazione dell'attività matematica italiana.

## Biografia
Presidente del Comitato Nazionale della matematica del CNR dal 1968 al 1976. Presidente dell'UMI dal 1977 al 1982 e presidente onorario della stessa dal 1995. Rifondatore dell'INdAM negli anni 1990. Fondatore nel 1974 e direttore sino al 1998 dell'Istituto di Analisi Globale ed Applicazioni del C.N.R.. Fin dalla gioventù sviluppa una intensa passione civile, influenzato soprattutto dallo zio materno Ernesto Rossi, che in quegli anni è incarcerato e successivamente tenuto al confino per la sua attività antifascista. Indotto dalla madre che vorrebbe diventasse ingegnere, si iscrive al liceo scientifico; qui ha come insegnante di filosofia Eugenio Garin che suscita in lui un profondo interesse per la filosofia e per la storia.
Nel 1943 si iscrive alla facoltà di ingegneria, ma verso la fine dell'anno, con la restaurazione del regime fascista, la sua classe viene chiamata alle armi; a tale chiamata egli non risponde ed entra nella Resistenza e nella clandestinità, cessando di frequentare i corsi universitari. Nella clandestinità assume il nome di Carlo Neri e ha modo di conoscere Francesco Rosi e Carlo Ludovico Ragghianti). Dopo la liberazione di Firenze inizia una intensa attività politica facendo da segretario ad Ernesto Rossi. Si arruola poi come volontario nell'esercito di liberazione e prende parte ai sanguinosi combattimenti finali, primavera del 1945, nella zona di Ravenna e Ferrara, a fianco delle truppe inglesi.
Finita la guerra Pucci ritorna agli studi universitari iscrivendosi a matematica, anche per l'influenza dello zio che sperava potesse dedicarsi a studi di economia politica avvalendosi di strumenti matematici. Nel 1949 si laurea con una tesi sulle successioni di funzioni che ha come relatore Giovanni Sansone. Diventa quindi assistente di Mauro Picone a Roma e inizia ad occuparsi di equazioni alle derivate parziali. Trascorre un periodo di studio presso l'Università del Maryland.
Frequenta l'INdAM, di cui è stato Presidente. Vince un concorso per una cattedra di Analisi matematica e ricopre per un anno tale cattedra presso l'Università di Catania. Passa quindi all'Università di Genova e quindi, fino alla fine della carriera, all'Università di Firenze. Fino alla morte dello zio, 1967, si occupa attivamente di politica, nell'area del Partito d'Azione e del settimanale Il Mondo diretto da Mario Pannunzio.